# Juan Pablo Silveira
Juan Pablo Silveira Vargas (Salto, 3 marzo 1986) è un ex cestista uruguaiano.

## Carriera
Con l'Uruguay ha disputato i Campionati americani del 2009.